# Kozarka, Smolean
Kozarka (în bulgară Козарка) este un sat în comuna Nedelino, regiunea Smolean,  Bulgaria. 

## Demografie
Componența etnică a satului Kozarka
     Bulgari (94,44%)
     Nicio identificare (5,55%)
     Altele (0%)
La recensământul din 2011, populația satului Kozarka era de 126 locuitori. Din punct de vedere etnic, majoritatea locuitorilor (94,44%) erau bulgari. Pentru 5,55% din locuitori nu este cunoscută apartenența etnică.